# Решетар (Плитвицька Єзера)
44°53′ пн. ш. 15°42′ сх. д. / 44.89° пн. ш. 15.70° сх. д.
Решетар (хорв. Rešetar) — населений пункт у Хорватії, в Лицько-Сенській жупанії у складі громади Плитвицька Єзера.

## Населення
Населення за даними перепису 2011 року становило 43 осіб.
Динаміка чисельності населення поселення:

## Клімат
Середня річна температура становить 9,76 °C, середня максимальна – 23,70 °C, а середня мінімальна – -6,19 °C. Середня річна кількість опадів – 1309 мм.
| Клімат поселення                              | Клімат поселення | Клімат поселення | Клімат поселення | Клімат поселення | Клімат поселення | Клімат поселення | Клімат поселення | Клімат поселення | Клімат поселення | Клімат поселення | Клімат поселення | Клімат поселення | Клімат поселення |
| Показник                                      | Січ.             | Лют.             | Бер.             | Квіт.            | Трав.            | Черв.            | Лип.             | Серп.            | Вер.             | Жовт.            | Лист.            | Груд.            |                  |
| Середній максимум, °C                         | 7,10             | 8,04             | 11,78            | 15,89            | 20,37            | 23,70            | 22,68            | 22,12            | 18,56            | 14,54            | 8,88             | 5,41             |                  |
| Середня температура, °C                       | 0,46             | 1,40             | 5,14             | 9,25             | 13,74            | 17,06            | 19,00            | 18,44            | 14,88            | 10,88            | 5,21             | 1,73             |                  |
| Середній мінімум, °C                          | −6,19            | −5,24            | −1,5             | 2,62             | 7,10             | 10,42            | 15,32            | 14,76            | 11,21            | 7,20             | 1,53             | −1,94            |                  |
| Норма опадів, мм                              | 86               | 90               | 98               | 113              | 104              | 105              | 92               | 96               | 125              | 134              | 148              | 118              |                  |
| Середньомісячна швидкість вітру, м/с          | 1.62             | 1.72             | 2.05             | 2.02             | 1.86             | 1.67             | 1.64             | 1.52             | 1.51             | 1.60             | 1.72             | 1.76             |                  |
| Середньомісячна сонячна радіація, кДж/м²·день | 4461             | 7129             | 10585            | 15074            | 19226            | 21056            | 22560            | 19394            | 14356            | 9232             | 4931             | 3685             |                  |
| --------------------------------------------- | ---------------- | ---------------- | ---------------- | ---------------- | ---------------- | ---------------- | ---------------- | ---------------- | ---------------- | ---------------- | ---------------- | ---------------- | ---------------- |
| Джерело:                                      |                  |                  |                  |                  |                  |                  |                  |                  |                  |                  |                  |                  |                  |